# Luigi Silvestrelli
Luigi Silvestrelli (Roma, 21 giugno 1827 – Firenze, 20 settembre 1867) è stato un politico italiano.

## Biografia
Primogenito di un agiato mercante di campagna, fu dapprima attivo nei moti risorgimentali. In seguito divenne deputato nel Regno d'Italia nel corso di tre legislature. Tra i fratelli, vi furono anche Augusto, anch'egli deputato, e Cesare (Bernardo Maria di Gesù), beatificato dalla Chiesa cattolica nel 1988.